# Outeiro da Cabeça
Outeiro da Cabeça is een plaats (freguesia) in de Portugese gemeente Torres Vedras en telt 932 inwoners (2001).